# Slaves of the World
Slaves of the World è il settimo album in studio del gruppo black metal norvegese Old Man's Child, pubblicato nel 2009.

## Tracce
1. Slaves of the World – 4:41
2. Saviours of Doom – 4:03
3. The Crimson Meadows – 4:34
4. Unholy Foreign Crusade – 3:40
5. Path of Destruction – 5:21
6. The Spawn of Lost Creation – 4:07
7. On the Devil's Throne – 4:49
8. Ferden Mot Fienden's Land – 5:34
9. Servants of Satan's Monastery – 5:19

## Formazione
- Galder - voce, chitarra, basso, synth
- Peter Wildoer - batteria